# 湯藤実則
湯藤 実則（ゆとう みのり、1904年1月3日 - 1989年8月24日）は、日本の経営者、銀行家。日本不動産銀行頭取を務めた。広島県出身。

## 経歴・人物
1925年に山口高等商業学校を卒業し、同年に朝鮮銀行に入行した。1957年に日本不動産銀行に就任し、1963年に副頭取を経て、1965年には頭取に就任。1969年に会長に就任。
経済団体連合会、全国銀行協会連合会の各理事も務めた。
1970年に藍綬褒章を受章し、1976年に勲二等旭日重光章を受章。
1989年8月24日脳梗塞のために死去。85歳没。